# Тлаке
Тлаке (словен. Tlake) — поселення в общині Гросуплє, Осреднєсловенський регіон, Словенія. Висота над рівнем моря: 300,9 м.